# Louis Cognet
Pour les articles homonymes, voir Coignet.
Louis Cognet, né le 6 mars 1917 à Vichy et mort le 29 juillet 1970 à Poitiers, est un prêtre catholique français du diocèse de Clermont-Ferrand et historien de la spiritualité chrétienne. Il est particulièrement connu pour ses études sur le jansénisme.

## Biographie
Docteur en théologie, Louis Cognet s'intéresse particulièrement à l'histoire du jansénisme. Prisonnier de guerre durant la Seconde Guerre mondiale, il en revient très affaibli. En 1948, il est nommé bibliothécaire de la société de Port-Royal, à laquelle il léguera une partie de sa bibliothèque personnelle - le restant conservé au Collège de Juilly jusqu'en 2012, se trouve aujourd'hui à l'Institut catholique de Paris.
Il a fréquenté le milieu littéraire et artistique de son temps, notamment Julien Green et Marcel Jouhandeau.
Le 21 juin 1962, il fut créé pour lui une chaire d'histoire de la spiritualité chrétienne à l'Institut catholique de Paris. Il en est ensuite élu doyen le 21 avril 1969, un an avant sà mort.

## Publications
- La Mère Angélique et saint François de Sales 1618-1626, Sulliver, 1951, 277 p.
- Le Père Teilhard de Chardin, et la pensée contemporaine coll. Au Portulan, Flammarion, 1952, 198 p.
- De la dévotion moderne à la spiritualité française, coll. Je sais je crois, Arthème Fayard, 1958, 123 p.
- Saint Vincent de Paul, Desclée de Brouwer, 1959, 245 p.
- Le jansénisme, coll. Que sais-je ? n° 960, PUF, 1961, 128 p.
- Saint Jean de la Croix et la pensée chrétienne, Paris, Institut catholique, 1962/1963, 108 p.
- Histoire de la spiritualite chretienne : La spiritualite moderne: 1. L'essor: 1500-1650 Aubier, 1966, 511p.
- L'ascèse chrétienne : Introduction à la vie chrétienne 1, coll. Lumière de la foi, Le Cerf, 1967, 179p.
- La Prière du chrétien : Introduction à la vie chrétienne 2, coll. Lumière de la foi, Le Cerf, 1967, 188 p.
- La Prière du chrétien : Introduction à la vie chrétienne 3, coll. Lumière de la foi, Le Cerf, 1967, 188 p.
- Introduction aux mystiques rhéno-flamands, Desclée, 1968, 348 p.
- Crépuscule des mystiques: Bossuet - Fénelon, coll. Bibliothèque de théologie, Desclée, 1991, 188p.